# 崔造
崔 造（さい ぞう、737年 - 787年）は、唐代の官僚・政治家。字は玄宰。本貫は深州安平県。

## 経歴
若くして学問を渉猟した。永泰元年（765年）、韓会（韓愈の兄）・盧東美・張正則と友となり、みな上元県に仮住まいし、経世済民を談ずるのを好んだ。王佐の才を自認して、当時の人に「四夔」と呼ばれた。浙西観察使の李栖筠に召し出されてその幕僚となり、左司員外郎に累進した。劉晏と仲が良く、建中元年（780年）に劉晏が楊炎と庾準に誣告されて殺害されると、崔造は連座して信州長史に左遷された。
建中4年（783年）、朱泚の乱が起こると、崔造は建州刺史となった。朝廷の難を聞いて、隣州に檄を飛ばし、一斉に義兵を挙げようと、部下を徴発して2000人をあつめた。興元元年（784年）、李晟らが長安を奪回すると、崔造は徳宗に召し出されて藍田県までいたった。母の兄弟の源休が反乱の罪で処刑されると、崔造は上疏して処罰を願い出たものの、あえて宮中には赴かなかった。吏部郎中から給事中となった。貞元2年（786年）1月、給事中のまま、同中書門下平章事（宰相）となった。ときに関中での兵乱の直後で、蝗害や旱魃による不作も重なり、官府には備蓄がなかった。
崔造は天下の両税の輸送を本道観察使や本州刺史に委ねて、諸道水陸運使や度支・巡院・江淮転運使らの職務を停止するように上奏した。また度支や塩鉄の職務を尚書省に委ね、尚書省の六部の職務を宰相に分担させるよう改めさせた。そこで徳宗は戸部侍郎の元琇に諸道の塩鉄・榷酒などの事務を任せ、戸部侍郎の吉中孚に判度支および諸道の両税の事務を委ね、宰相の斉映に判兵部承旨および雑事を任せ、宰相の李勉に判刑部を委ね、宰相の劉滋に判吏部・礼部を任せ、崔造自身は判戸部・工部を委ねられた。しかしほどなく徳宗は韓滉を江淮転運使に任じ、崔造の改革は短期間で頓挫した。12月、崔造は知政事（宰相）を退任して、太子右庶子となった。貞元3年（787年）9月、死去した。享年は51。

## 伝記資料
- 『旧唐書』巻130 列伝第80
- 『新唐書』巻150 列伝第75